# Житікаринська міська адміністрація
Житіка́ринська міська адміністрація (каз. Жітіқара қаласы әкімдігі, рос. Житикаринская городская администрация) — адміністративна одиниця у складі Житікаринського району Костанайської області Казахстану. Адміністративний центр та єдиний населений пункт — місто Житікара.
Населення — 34880 осіб (2021; 33587 у 2009, 36359 у 1999, 48204 у 1989).